# 裴慧
裴慧（1427年—？），字悟理，陝西西安府蕪州渭南縣人，明朝政治人物。進士出身。

## 生平
陝西鄉試第四十二名。天順元年（1457年）丁丑科會試第一百八十二名，殿試登進士第三甲第一百一十八名。

## 家族
曾祖裴復禮。祖父裴守信。父亲裴政。